# جوایز برگزیده کودکان نیکلودین

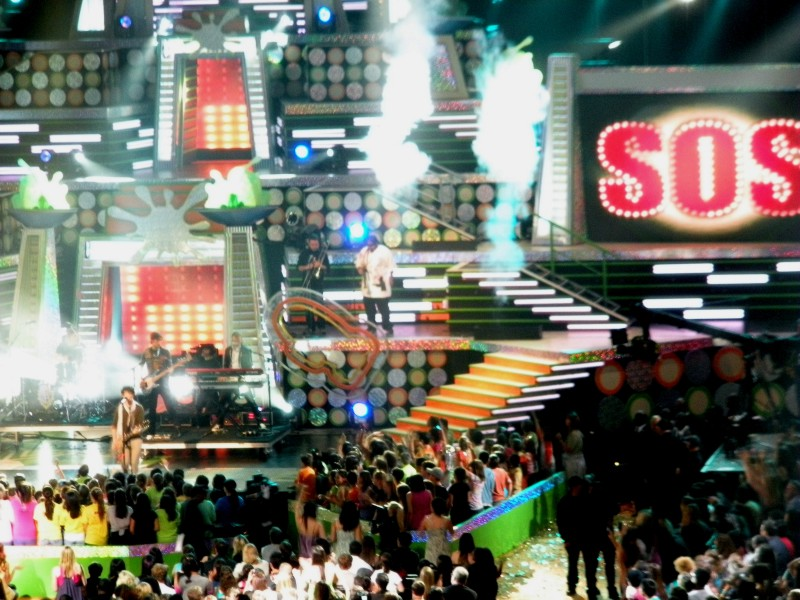
گروه جوناس برادرز در حال انجام نمایش در مراسم برگزیده کودکان نیکلودین، در سال ۲۰۰۹

جایزه برگزیده کودکان نیکلودین (به انگلیسی: Nickelodeon Kids' Choice Awards) که معمولاً به اختصار KCAs یا جایزه برگزیده کودکان نامیده می‌شود، جوایز سالانه‌ای است که توسط تلویزیون کابلی نیکلودین در شب یک‌شنبه اواخر ماه مارس یا اوایل آوریل، به افتخار بزرگترین هنرمندان سال در سینما، تلویزیون و موسیقی که با رای بینندگان نیکلودین انتخاب می‌شوند، برگزار می‌گردد. به برندگان یک بالن کوچک و توخالی نارنجی رنگ اهدا می‌شود.